# 吳德清
吳德清，字秋航，號湛溪，贵州威寧人，清朝政治人物，同進士出身。
道光十五年（1835年）乙未科進士，三甲六十一名，官刑部主事，升雲南迤西道。